# 烏兎沼佳代
烏兎沼 佳代（うとぬま かよ、1961年 - ）は、日本の編集者、ふろく研究家。

## 来歴
山形県生まれ。駒澤大学卒業。高校教諭、台湾での日本語教師を経て、文春ネスコで10年勤務。「教科書でおぼえた名詩」、「the座」（こまつ座）、「新版 向田邦子全集」（文藝春秋）などに関わる。
夫が営むロックバーのママ、ジャズヴォーカリスト。日本ペンクラブ会員、脱原発社会をめざす文学者の会に参加。
父は民俗学者の烏兎沼宏之。

## 著書
- りぼんの付録全部カタログ「少女漫画誌60年の歴史」集英社　2015.7
- コバルト文庫40年カタログ「コバルト文庫創刊40年公式記録」集英社　2017.12